# Ronde van Lombardije 1927
De Ronde van Lombardije 1927 was de 23e editie van deze eendaagse Italiaanse wielerwedstrijd, en werd verreden op zondag 30 oktober 1927. Het parcours leidde van Milaan naar Milaan en ging over een afstand van 252 kilometer. De wedstrijd werd gewonnen door de Italiaanse wereldkampioen Alfredo Binda na een solo van 75 kilometer. 
Binda evenaarde met zijn derde zege het record van de Fransman Henri Pélissier en de Italiaan Costante Girardengo.
Zijn record van drie opeenvolgende zeges in Lombardije werd in 1949 verbeterd door Fausto Coppi.

## Uitslag
| Ronde van Lombardije 1927 |                     |                       |          |
| Plaats                    | Naam                | Ploeg                 | Tijd     |
| Winnaar                   | Alfredo Binda       | Legnano-Pirelli       | 8u57'27" |
| 2                         | Alfonso Piccin      | Christophe-Hutchinson | +4'11"   |
| 3                         | Antonio Negrini     | Wolsit-Pirelli        | z.t.     |
| 4                         | Giuseppe Pancera    | Automoto-Hutchinson   | +4'12"   |
| 5                         | Luigi Giacobbe      | Wolsit-Pirelli        | z.t.     |
| 6                         | Albert Blattmann    | Diamant               | +4'13"   |
| 7                         | Marco Giuntelli     | Legnano-Pirelli       | +5'57"   |
| 8                         | Alessandro Catalani | Wolsit-Pirelli        | +6'21"   |
| 9                         | Michele Mara        |                       | +8'18"   |
| 10                        | Battista Visconti   |                       | +13'58"  |

1905 · 1906 · 1907 · 1908 · 1909 · 1910 · 1911 · 1912 · 1913 · 1914 · 1915 · 1916 · 1917 · 1918 · 1919 · 1920 · 1921 · 1922 · 1923 · 1924 · 1925 · 1926 · 1927 · 1928 · 1929 · 1930 · 1931 · 1932 · 1933 · 1934 · 1935 · 1936 · 1937 · 1938 · 1939 · 1940 · 1941 · 1942 · 1943 · 1944 · 1945 · 1946 · 1947 · 1948 · 1949 · 1950 · 1951 · 1952 · 1953 · 1954 · 1955 · 1956 · 1957 · 1958 · 1959 · 1960 · 1961 · 1962 · 1963 · 1964 · 1965 · 1966 · 1967 · 1968 · 1969 · 1970 · 1971 · 1972 · 1973 · 1974 · 1975 · 1976 · 1977 · 1978 · 1979 · 1980 · 1981 · 1982 · 1983 · 1984 · 1985 · 1986 · 1987 · 1988 · 1989 · 1990 · 1991 · 1992 · 1993 · 1994 · 1995 · 1996 · 1997 · 1998 · 1999 · 2000 · 2001 · 2002 · 2003 · 2004 · 2005 · 2006 · 2007 · 2008 · 2009 · 2010 · 2011 · 2012 · 2013 · 2014 · 2015 · 2016 · 2017 · 2018 · 2019 · 2020 · 2021 · 2022 · 2023 · 2024 · 2025